# 姫路市立夢前中学校
姫路市立夢前中学校（ひめじしりつ ゆめさきちゅうがっこう）は、兵庫県姫路市広畑区才にある公立中学校。略称は「夢中」（ゆめちゅう）。
姫路市立の中学校で唯一、制服が男女ともブレザーである（但しネクタイはマジックテープ式）。名札の色は学年毎に水色、緑、赤。

## 沿革
広畑中学校マンモス化解消のため、広畑小学校、八幡小学校両校区及び京見町を校区として建設された（広畑小学校は1987年に広畑中学校へ校区変更）。校名は校区全域の市民・児童生徒関係各学校職員から募集をし校名選定委員会でしぼって、最後は吉田豊信市長（当時）の決裁により命名された。
- 1968年（昭和43年）
  - 12月10日 - 第1期工事完了 普通教室9
  - 2月21日 - 姫路市立夢前中学校と校名を決定
  - 5月30日 - 第2期工事完了 普通教室6 特別教室9
  - 5月31日 - 開校式挙行
  - 7月25日 - プール竣工式 プール開き挙行
- 1970年（昭和45年）
  - 7月3日 - 本館第1期工事竣工式
  - 9月19日 - 校旗入魂式挙行
- 1972年（昭和47年）3月23日 - 体育館竣工式
- 1973年（昭和48年）2月25日 - 本館第2期工事完了 普通教室6 他
- 1974年（昭和49年）
  - 3月28日 プール用便所、東校門工事完了
  - 3月31日 - 特別教室第2期工事完了
  - 12月23日 - 正門工事完了
- 1975年（昭和50年）4月30日 - 特別教室第3期工事完了
- 1976年（昭和51年）2月10日 - 本館第3期工事完了
- 1977年（昭和52年）11月1日 - 西通用門工事完了
- 1978年（昭和53年）
  - 10月23日 - 創立10周年記念式挙行
  - 10月25日 - 部室工事完了 5部室
- 1979年（昭和54年）3月9日 - 本館第4期工事 渡り廊下工事完了
- 1980年（昭和55年）12月15日 - 部室工事完了 5部室
- 1982年（昭和57年）3月17日 - 本館第5期工事 部室2 屋外便所工事完了
- 1983年（昭和58年）2月21日 - 本館第6期工事 渡り廊下、体育倉庫工事完了
- 1984年（昭和59年）1月21日 - 体育館増築工事完了
- 1988年（昭和63年）
  - 3月1日 - 体育館改修工事完了
  - 3月25日 - 作法室工事完了
  - 10月29日 - 創立20周年記念式挙行
- 1990年（平成2年）3月25日 - プール、格技場工事完了
- 1991年（平成3年）3月1日 - 東館改修 屋外便所 体育倉庫工事完了
- 1992年（平成4年）9月10日 - 西館改修工事完了
- 1993年（平成5年）2月1日 - 運動場整備工事完了、玄関通路完成
- 1996年（平成8年）2月28日 - 渡り廊下整備工事、本館防球フェンス設置工事完了
- 1997年（平成9年）
  - 2月28日 - 本館西校庭整備工事完了
  - 3月29日 - 下水道接続工事完了
  - 10月8日 - 教育相談室工事完了
- 1998年（平成10年）10月31日 - 創立30周年記念行事の開催
- 1998年（平成10年）11月24日 - テニスコート防球ネット増設工事完了
- 1999年（平成11年）1月7日 - 音声警報機設置（東館、体育館）
- 2001年（平成13年）1月15日 - 中庭インターロックタイル設置工事完了
- 2002年（平成14年）1月22日 - パソコン教室改修工事完了
- 2006年（平成18年） - 体育館改修工事

## 部活動

### 運動部
- 野球部
- バレーボール部
- バスケットボール部
- ソフトテニス部
- 剣道部
- 卓球部
- 陸上競技部

### 文化部
- 吹奏楽部
- 美術部

## 通学区域
- 姫路市立八幡小学校の校区
  - 開校時から1986年までは広畑小学校の校区も本校の校区であった。本校が現在の校区では南端に位置しているのはその名残である。

## 周辺
- 姫路市立八幡幼稚園
- 姫路市立八幡小学校
- 大歳神社
- 西蒲田天満宮
- 蒲田神社
- 高畑地蔵尊
- 才天満神社
- 才の地蔵尊

## アクセス
- 神姫バス30系統 才崎橋西詰バス停下車、西へ400m。

## 通学区域が隣接している学校
- 姫路市立朝日中学校
- 姫路市立広畑中学校
- 姫路市立飾磨西中学校
- 姫路市立山陽中学校
- 姫路市立高丘中学校
- 姫路市立大白書中学校
- 太子町立太子東中学校